# Resolutie 517 Veiligheidsraad Verenigde Naties
Resolutie 517 van de Veiligheidsraad van de Verenigde Naties werd met veertien stemmen tegen één onthouding, van de Verenigde Staten, aangenomen op 4 augustus 1982.

## Achtergrond
Begin juni 1982 was Israël buurland Libanon, waar een burgeroorlog gaande was, binnengevallen. Tegen midden juni stonden ze aan de hoofdstad Beiroet, waar de Palestijnse Bevrijdingsorganisatie haar hoofdkwartier had. De gevechten tussen beide partijen kostten naar schatting 20.000 mensen het leven.

## Inhoud
De Veiligheidsraad:
- Is geschokt door de gevolgen van de Israëlische invasie van Beiroet op 3 augustus.

1. Herbevestigt de resoluties 508, 509, 512, 513, 515 en 516.
2. Herbevestigt nogmaals zijn eis dat er onmiddellijk een staakt-het-vuren komt en de terugtrekking van Israël begint.
3. Berispt Israël voor het niet naleven van bovenstaande resoluties.
4. Vraagt om de terugkeer van de Israëlische troepen die na 13:25 EDT op 1 augustus optrokken.
5. Bemerkt de beslissing van de Palestijnse Bevrijdingsorganisatie om haar troepen uit Beiroet weg te halen.
6. Waardeert de inspanningen van de secretaris-generaal om resolutie 516 uit te voeren en machtigt hem het aantal VN-waarnemers in Beiroet onmiddellijk op te trekken.
7. Vraagt de secretaris-generaal om ten laatste om 01:00 uur EDT op 5 augustus te rapporteren over de uitvoering van deze resolutie.
8. Besluit om tegen die tijd opnieuw bijeen te komen.

## Verwante resoluties
- Resolutie 515 Veiligheidsraad Verenigde Naties
- Resolutie 516 Veiligheidsraad Verenigde Naties
- Resolutie 518 Veiligheidsraad Verenigde Naties
- Resolutie 519 Veiligheidsraad Verenigde Naties

Lijst ·  500 ·  501 ·  502 ·  503 ·  504 ·  505 ·  506 ·  507 ·  508 ·  509 ·  510 ·  511 ·  512 ·  513 ·  514 ·  515 ·  516 ·  517 ·  518 ·  519 ·  520 ·  521 ·  522 ·  523 ·  524 ·  525 ·  526 ·  527 ·  528